# رزا هنسون
رزا هنسون (انگلیسی: Rosa Henson؛ ۵ دسامبر ۱۹۲۷ – ۱۸ اوت ۱۹۹۷ (۶۹ سال)) نویسنده اهل فیلیپین بود. او نخستین فیلیپینی بود که که در سال ۱۹۹۲ داستان زندگی خود را به عنوان یکی از زنان آسایشگر (برده جنسی نظامی) نیروی زمینی امپراتوری ژاپن در طول جنگ جهانی دوم علنی کرد.